# Carl Heinrich Graun
Pour les articles homonymes, voir Graun.
Carl Heinrich Graun (né le 7 mai 1704 à Wahrenbrück et mort le 8 août 1759 à Berlin) est un chanteur (ténor) et compositeur allemand de musique classique, employé à la cour de Frédéric II de Prusse et membre de l'École de Berlin.

## Famille
Issu d'une famille de pasteurs protestants au nombre desquels figurait un organiste, Carl Heinrich Graun naît en 1704 dans la petite ville saxonne de Wahrenbrück (aujourd'hui Uebigau-Wahrenbrück), au nord-ouest de Dresde.
Son père est brasseur et percepteur des impôts. Ses deux frères August Friedrich et Johann Gottlieb sont également compositeurs.

## Formation
En 1714, un an après son frère Johann Gottlieb, il entre à la Kreuzschule de Dresde, où il étudie le chant et la composition.
Il se fait bientôt remarquer par la qualité exceptionnelle de sa voix. C'est dans cette école qu'il suit ses premiers cours de chant, de clavecin et de violoncelle. Il étudie la composition musicale sous la direction du maître de chapelle Schmidt.

## Carrière

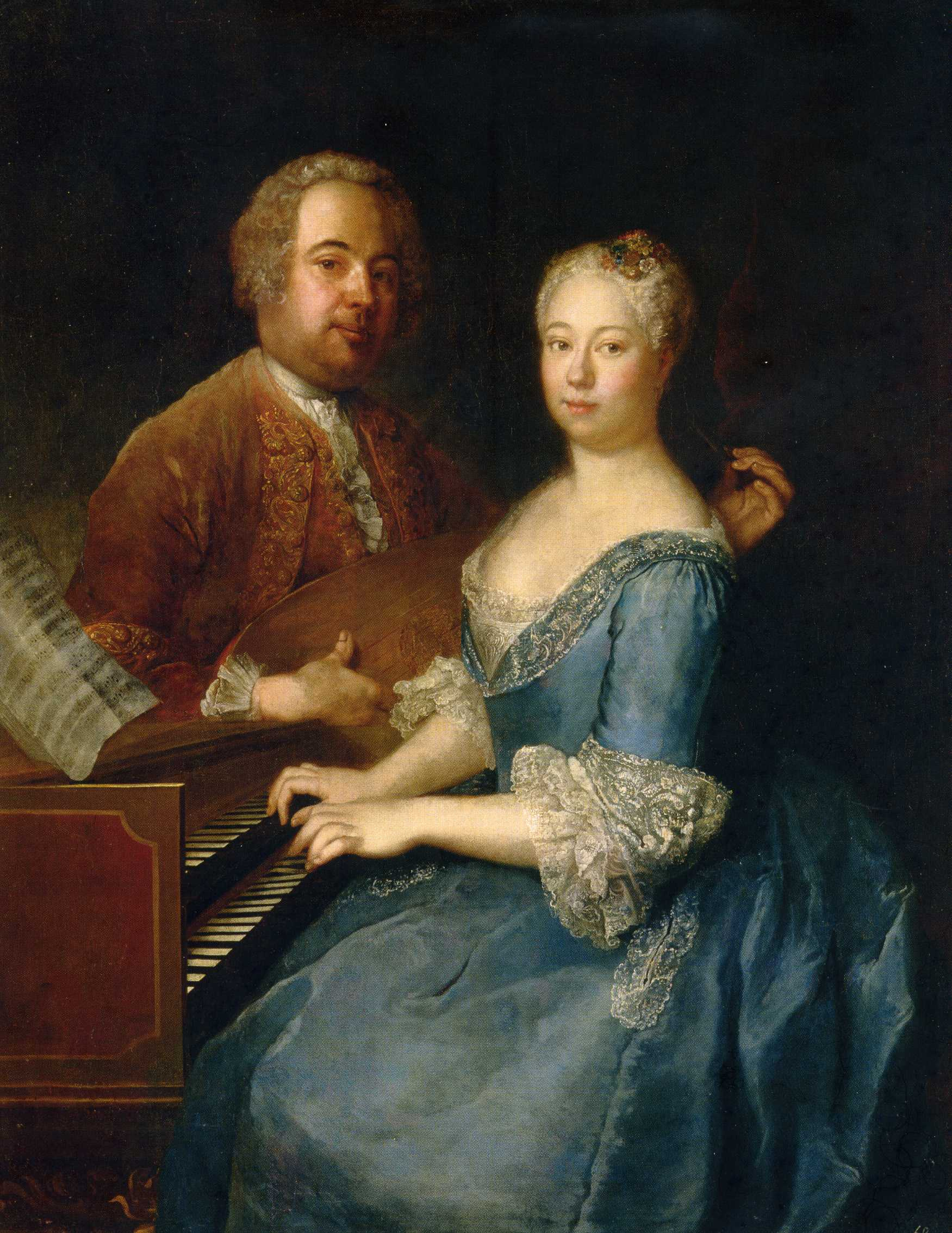
Carl Heinrich Graun avec sa femme Anna Luise, peinture de Antoine Pesne

En 1724, Carl Heinrich Graun est appelé comme chanteur (ténor) à la cour de Brunswick. 
Mais en 1735, il fait ses débuts peu après son frère Johann Gottlieb - également chef d'orchestre et compositeur - comme vice-maître de chapelle au service du prince héritier de Prusse, qui deviendra le futur Frédéric II, dit Frédéric le Grand, roi de Prusse.
Alors qu'il n'est encore que prince héritier, Frédéric constitue un orchestre privé à partir de 1732 à sa résidence de Ruppin : Johann Gottlieb Graun est le premier musicien à entrer à son service dès 1732,, suivi par Franz Benda en 1733, Johann Georg Benda en 1734, Carl Heinrich Graun en 1735 puis Christoph Schaffrath et Johann Gottlieb Janitsch en 1736,.
En 1736, Frédéric et ses musiciens déménagent au château de Rheinsberg, vingt kilomètres plus au nord,.
En mai 1740, âgé de 28 ans, le prince monte sur le trône de Prusse sous le nom de Frédéric II et transporte sa cour à Potsdam près de Berlin,. Il s'attache en 1741 les services du flûtiste Johann Joachim Quantz pour compléter son orchestre et donner ainsi naissance à l'École de Berlin.
En 1740, après l'accession au trône de Frédéric le Grand, Graun est nommé maître de chapelle, puis envoyé en Italie avec pour mission de recruter des chanteurs et des chanteuses pour l'opéra italien que souhaite construire le souverain à Berlin. Le nouveau théâtre sera inauguré avec son opéra Cesare e Cleopatra, le 7 décembre 1742.
De retour à Berlin et rétabli dans ses fonctions de maître de chapelle, il se consacrera entièrement à la composition d'opéras correspondant parfaitement au goût du roi et du public de l'époque, ce qui fera bientôt de lui le maître incontesté des scènes lyriques berlinoises - ce qu'il restera jusqu'à sa mort. Le souverain contribuera aux opéras de Graun en écrivant lui-même le livret de l'opéra de Graun intitulé Montezuma.
Les œuvres de Graun constituaient alors le principal répertoire des programmes des opéras berlinois, à côté de celles de Johann Adolph Hasse.
Carl Heinrich Graun est l'un des maîtres de la cantatrice Benedetta Emilia Agricola.

## Œuvres
Graun partage avec le maître de chapelle de Dresde, Johann Adolph Hasse (1699 - 1783), le mérite d'avoir porté à sa plus haute perfection l'opéra italien d'Alessandro Scarlatti. Les deux compositeurs reçurent tant de témoignages de reconnaissance de la part de leurs contemporains qu'ils rejetèrent provisoirement dans l'ombre les œuvres de Johann Sebastian Bach et de Georg Friedrich Händel.
Avec l'arrivée de Christoph Willibald Gluck, ses œuvres disparurent définitivement du répertoire lyrique. En revanche, sa passion, Der Tod Jesu (La Mort de Jésus), jouée pour la première fois en mars 1755, restera jusqu'en 1884 dans les programmes de concert à Berlin et ailleurs, avant de disparaître du répertoire en faveur des passions de Bach.
Outre cette passion et 28 opéras, Graun a laissé à la postérité un grand nombre de compositions religieuses, dont un Te Deum, écrit en l'honneur de la victoire de Prague en 1756, ainsi que de nombreuses cantates et diverses compositions instrumentales.

### Œuvres théâtrales
- Polidorus (5 actes, 1726 ou 1731)
- Die in ihrer Unschuld siegende Sinilde (3 actes, 1727)
- Iphigenia in Aulis (3 actes, 1728)
- Scipio Africanus (3 actes, 1732)
- Lo specchio della fedeltà (3 actes, 1733)
- Pharao Tubaetes (5 actes, 1735)
- Rodelinda, regina de' langobardi (3 actes, 1741)
- Cleopatra e Cesare (3 actes, 1742)
- Artaserse (3 actes, 1743)
- Catone in Utica (3 actes, 1743)
- Alessandro e Poro (3 actes, 1744)
- Lucio Papirio (3 actes, 1744)
- Adriano in Siria (3 actes, 1746)
- Demofoonte (3 actes, 1746)
- Cajo Fabricio (3 actes, 1746)
- Le feste galanti festa teatrale (1747)
- Cinna (3 actes, 1748)
- L'Europa galante festa teatrale (5 actes, 1748)
- Ifigenia in Aulide (3 actes, 1748)
- Angelica e Medoro (3 actes, 1749)
- Coriolano tragedia per musica (3 actes, 1749)
- Fetonte tragedia per musica (3 actes, 1750)
- Il Mithridate tragedia per musica (3 actes, 1751)
- Armida (3 actes, 1751)
- Britannico tragedia per musica (3 actes, 1751)
- L'Orfeo tragedia per musica (3 actes, 1752)
- Il giudizio di Paride pastorale per musica (1 acte, 1752)
- Silla (3 actes, 1753)
- Semiramide (3 actes, 1754)
- Montezuma tragedia per musica (3 actes, 1755)
- Ezio (1755)
- I fratelli nemici tragedia per musica (3 actes, 1756)
- Merope tragedia per musica (3 actes, 1756)

### Œuvres diverses
- Te Deum
- Der Tod Jesu, oratorio (Berlin, 26 mars 1755)
- Oratorium in Festum Nativitatis Christi
- Oratorio de Pâques
- Six cantates italiennes
- Mélodies (publiées dans un recueil d'odes choisies par Friedrich Graefe, 1743)
- Concerto pour cor, cordes et clavecin en ré majeur
- Sinfonia en ut majeur

## Discographie sélective
- Cleopatra & Cesare par Robert Gambill, María Cristina Kiehr, Ralf Popken, Jeffrey Francis, Lynne Dawson, Elisabeth Scholl, Iris Vermillion, Klaus Hager, Janet Williams, Concerto Köln, dir. René Jacobs (3 CD Harmonia Mundi)
- Der Tod Jesu par Inge Van De Kerkhove, soprano, Uta Schwabe, Kerkhove, Christoph Gens, Stephan Genz, basse, La Petite Bande, Ex Tempore, dir. Sigiswald Kuijken (2003, 2 CD Hyperion CDA67446)
- Te Deum par Jürgen Orelly, basse, Klaus Mertens, basse, Philipp Heizmann basse, L'Arpa Festante, dir. Fritz Naf (2006, CPO)
- Apollo e Dafne par le Main-Barockorchester Frankfurt, dir. Martin Jopp (Aeolus, 2019)
- Oboe Concertos, œuvres de Christoph Förster (attr. Graun), de Johann Baptist Georg Neruda (attr. Graun), de Johann Gottlieb Graun et de Carl Heinrich Graun, par la Batzdorfer Hofkapelle avec Xenia Löffler au hautbois (Accent 24280, 2013)

## Sources
- Meyers Konversations-Lexikon von 1888
- Site sur le compositeur